# Galeodes dahlahensis
Galeodes dahlahensis är en spindeldjursart som beskrevs av Harvey 2002. Galeodes dahlahensis ingår i släktet Galeodes och familjen Galeodidae. Inga underarter finns listade i Catalogue of Life.